# Rietje Koane

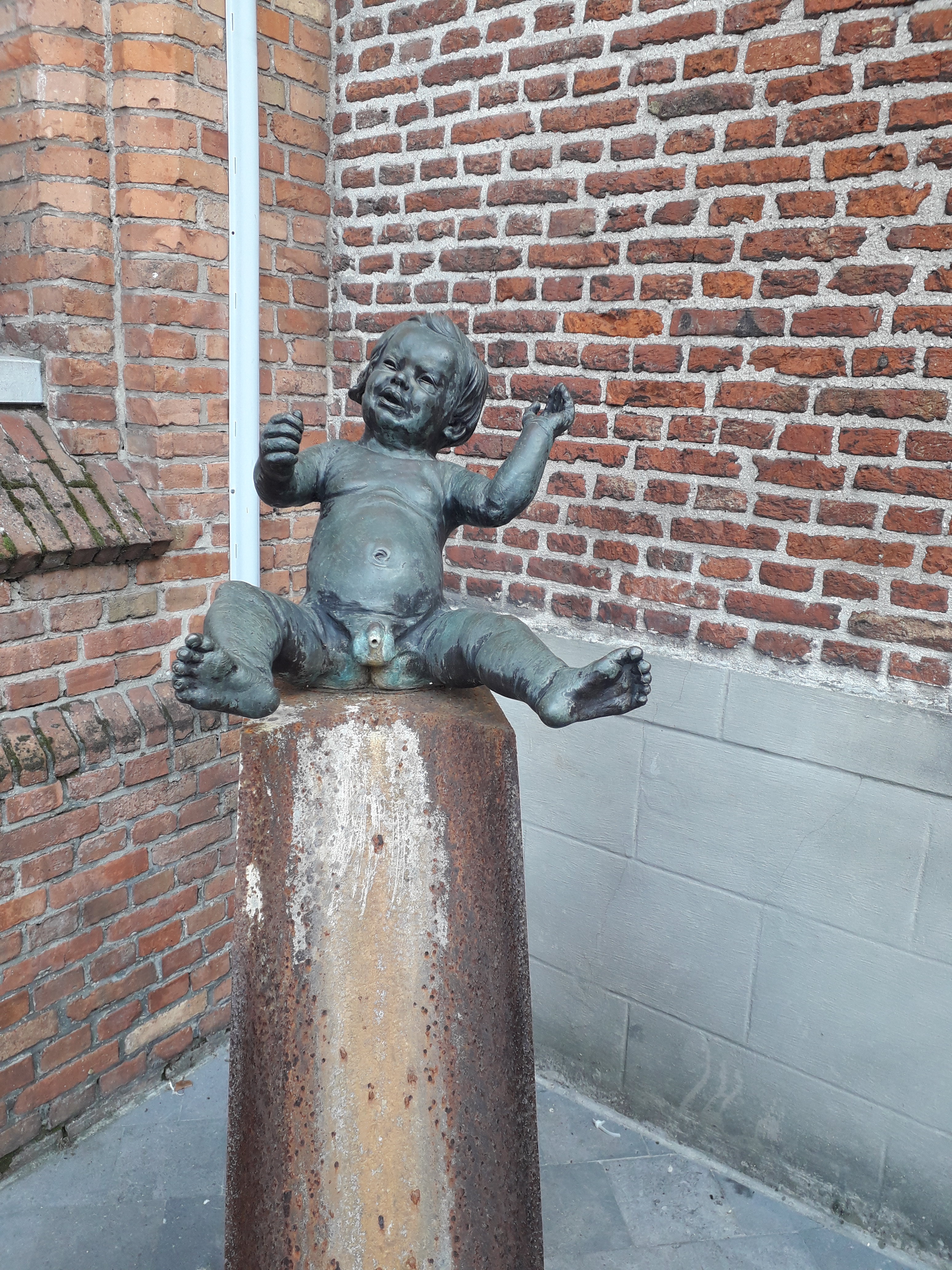
Bronzen beeld van Rietje Koane in Maldegem

Rietje Koane, de geheime tweelingbroer van Keizer Karel, is een personage uit een sage. Hij zou geboren zijn in het Oost-Vlaamse Maldegem, waarna de moeder, (Johanna De Waanzinnige) besloot dat niemand mocht weten dat ze beviel van een tweeling. Bijgevolg groeide Rietje op in het gezin van de vetsmelter waarbij Johanna was komen aankloppen om te bevallen.

## Etymologie
De officiële naam van Rietje Koane luidt 'Henri van 't Veld'. Zijn voornaam Henri is vervormd tot Rietje, terwijl Koane verwijst naar het beroep van de man aan wiens zorgen hij werd toevertrouwd. Hendricus van 't Veld was namelijk een vet- en 'koane'smelter, waarbij dit laatste refereert naar het woord kaan.

## Bronzen beeld
De sage van Rietje Koane ontstond in 1977, toen tijdens opgravingen in Maldegem een bronzen beeld werd gevonden van een klein jongetje. Door de positie van het ingebouwde fonteintje, lijkt het alsof het beeldje aan het plassen is. In dat opzicht past Rietje in de reeks van plassende beeldjes zoals Manneken Pis, Jeanneke Pis en Mietje Stroel. Tegenwoordig staat het bronzen beeld van Rietje Koane op een sokkel in het centrum van Maldegem, bij de ingang van het Oud Schepenhuis en in de buurt van de Sint-Barbarakerk.

### Betekenis vanuit de sage
In opdracht van Johanna De Waanzinnige maakte Hendricus van 't Veld een bronzen beeld van Rietje, voorzien van het runenteken dat voorkwam op de zegelring van Philips De Schone. Het materiaal voor dit beeldje haalde Hendricus uit een bodemloze put in Kleit, waar volgens een andere sage klokken in verzonken waren. Hij slaagde erin om een van deze klokken te bemachtigen, smolt ze en maakte er het beeldje mee.

### Garderobe
Bij speciale gelegenheden krijgt het bronzen beeld van Rietje Koane een passend kostuum aan. Dit was reeds het geval bij
- Het feestweekend van carnavalvereniging 't Folkloorke in 2004.[2]
- De opening van het tijdelijk mobiel museum over Rietje Koane in 2004.[3]
- De eindejaarstombola van Unizo in 2010.[4]
- De 80ste (2010) & 85ste (2015) verjaardag van KSA Maldegem.[5]

## Koantjesbier
Koantjesbier is een Maldegems streekbier dat voor het eerst werd gebrouwen in 1999, toen als donker bier met een alcoholpercentage van 4,5%. Het werd in 2005 voor het laatst gebotteld door de confrérie Rietje Koane, waarna het tijdelijk van de markt verdween. In 2008 werd het nieuw leven ingeblazen door de voormalige uitbater van bierwinkel en -café De Bierloods in Adegem. Het Koantjesbier kreeg een aangepast recept, en werd een amberkleurig bier met een alcoholpercentage van 7%.

### Betekenis vanuit de sage
Drie jaar na de geboorte van de tweeling kregen Philips De Schone en Johanna De Waanzinnige opnieuw een zoon. Op dat ogenblik merkte Hendricus dat het bronzen beeld van Rietje bier begon te stroelen. Johanna werd op de hoogte gebracht van dit wonder en besefte dat het beeld de geboorte van de nieuwe adellijke telg aankondigde. Ze schrok hierdoor zo, dat ze Hendricus vroeg om het beeld te laten verdwijnen. Hendricus hoopte dat het beeldje in de toekomst nog bier zou stroelen en verstopte het in een ooievaarsnest op de schoorsteen van zijn smelterij.

## Plaats in het lokale gemeenschapsleven
De figuur en het verhaal van Rietje Koane worden in het lokale verenigingsleven en de Maldegemse gemeenschap 'levend' gehouden door de organisatie van allerhande evenementen. Verder wordt er regelmatig naar Rietje gerefereerd bij symbolische gebeurtenissen zoals:
- Het maïslabyrint in Kleit, mede georganiseerd door de confrérie Rietje Koane in 2003.[9]
- Het tijdelijk mobiel museum over Rietje, georganiseerd door de confrérie Rietje Koane in samenwerking met het Stoomcentrum Maldegem in 2004.
- De uitreiking van de Gouden Rietjes, een evenement van Kom Op Tegen Kanker Maldegem in 2018.[10]